# Cryptocephalus apicalis
Cryptocephalus apicalis (лат.) — вид листоедов (Chrysomelidae) из подсемейства скрытоглавов (Cryptocephalinae).  Взрослых жуков можно встретить с апреля по начало июля.

## Распространение
Распространён в Австрии, Венгрии, Словакии, на Балканах, Украине и на юге Сибири.

## Описание
Жук длиной от 4 до 5 мм. Надкрылья тёмно-синие или зелёные с рыжей каймой вершины надкрылий, на боках каждого надкрылья два крупных пятна. Средние и задние голени темно-синие.

## Экология и местообитания
Cryptocephalus apicalis населяет степные и остепненные биотопы на полыни (Artemisia) в горах.